# Beeldenstorm

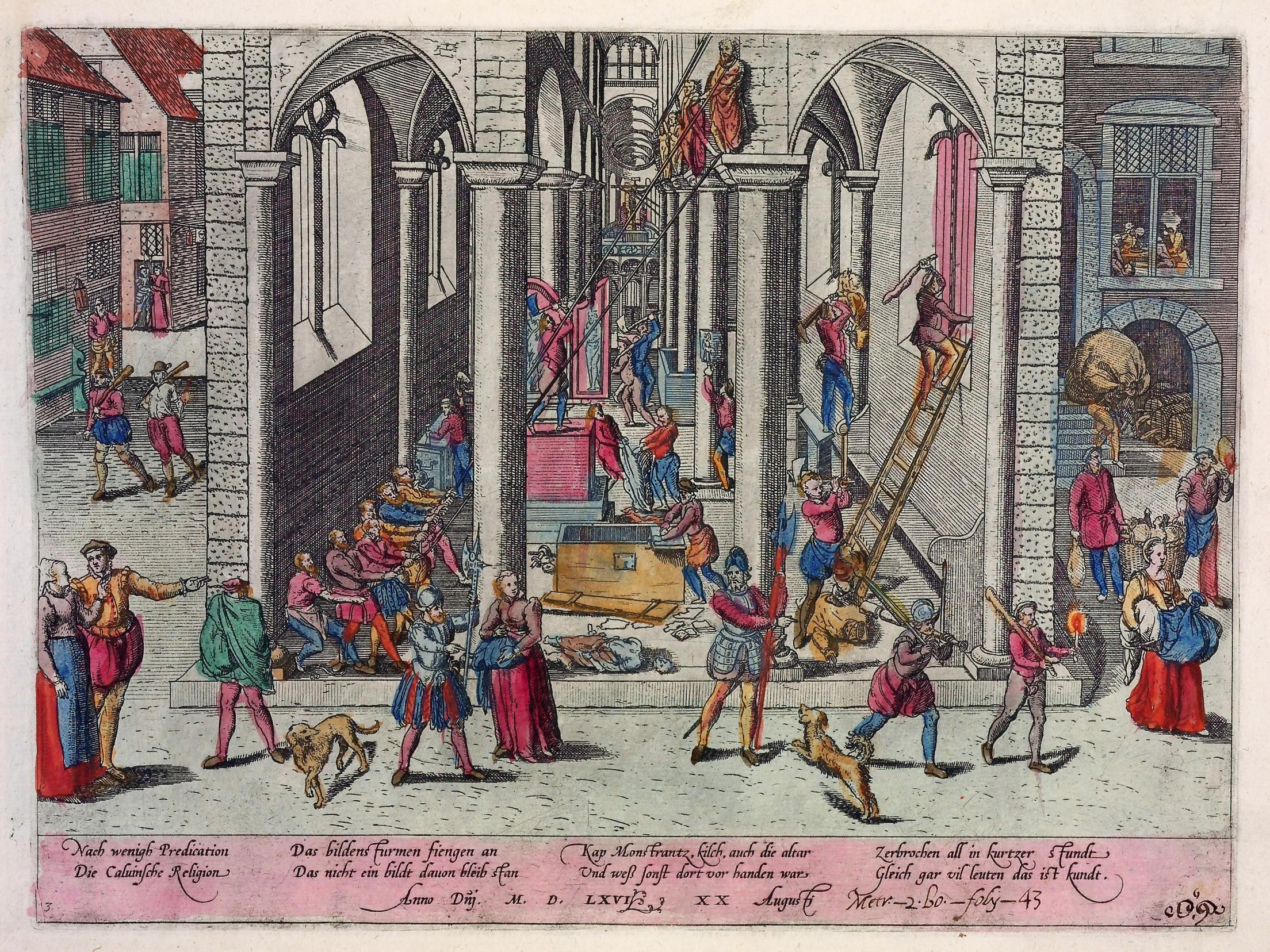
Bildstormare härjar i Vårfrukatedralen i Antwerpen.

Beeldenstorm (nederländska) och Bildersturm (tyska), det vill säga "bildstormningen", var en våg av ikonoklasm som ägde rum i Nederländerna mellan den 10 augusti 1566 och 1567. Det var en typ av protestantisk demonstration under vilken mobbar av protestanter attackerade katolska symboler som statyer, skulpturer och helgonbilder i kyrkor och andra offentliga platser, och förstördes som en del av den protestantiska reformationen; även kloster attackerades. 
Upploppen började sommaren 1566 och spred sig till städer genom hela Nederländerna från söder till norr under flera månader framåt. Kyrkor och kloster vandaliserades och plundrades; katolska präster, munkar och nunnor jagades bort, protestantiska predikanter försökte ta över de övergivna kyrkorna. Den allmänna ordningen kollapsade då mobben fick stöd av protestantiska delar av adeln och de spanska myndigheterna förlorade kontrollen. Ståthållaren för de Spanska Nederländerna, Margareta av Parma, bad Filip III om förstärkningar, och han sände Fernando Álvarez de Toledo, 3:e hertig av Alba för att slå ned vad som betecknades som ett uppror. Bildstormningen ledde till ett kraftfullt religiöst förtryck som i sin tur ledde till utbrottet av det nederländska frihetskriget och år 1579 till Nederländernas självständighet. 